# Morenci (Arizona)
Morenci est un district de recensement du Comté de Greenlee, en Arizona. Cette bourgade minière a été fondée par la Detroit Copper Mining Company of Arizona. Sa population était de 2 000 habitants au Recensement des États-Unis de 2000 puis de 1 489 habitants au Recensement des États-Unis de 2010. Le plus gros employeur de Morenci (et de la ville voisine de Clifton) est Freeport-McMoRan, propriétaire de la mine de cuivre locale, la plus grande encore en exploitation en Amérique du Nord, et l'une des plus grandes mines de cuivre à ciel ouvert au monde. Elle se trouve au nord de la ville.

## Géographie
Morenci se trouve au centre du comté de Greenlee, au nord-est du chef-lieu de comté, Clifton. L'U.S. Route 191 (le Coronado Trail) passe au nord de la commune, et descend jusqu'à Eagar (à 188 km) via Clifton et l’Apache National Forest.

### Climat
La région connaît des étés chauds et secs, où aucune température mensuelle moyenne n'excède 22 °C. Selon la Classification de Köppen, Morenci a un climat méditerranéen à étés chauds (Csb sur les cartes climatiques).

## Économie
L'économie de Morenci ainsi que celle de la région est pratiquement dépendante de la mine de cuivre. De 2003 à 2008, la hausse des cours mondiaux du cuivre a conduit au doublement de l'effectif de mineurs, soit 4 000 employés, et une augmentation de la production de 55 %, pour monter à une moyenne quotidienne d'un million de tonnes de minerais traités.
Ces recrutements ont entraîné un boom de l'immobilier. Tous ces logements sont propriété du groupe Freeport-McMoRan.

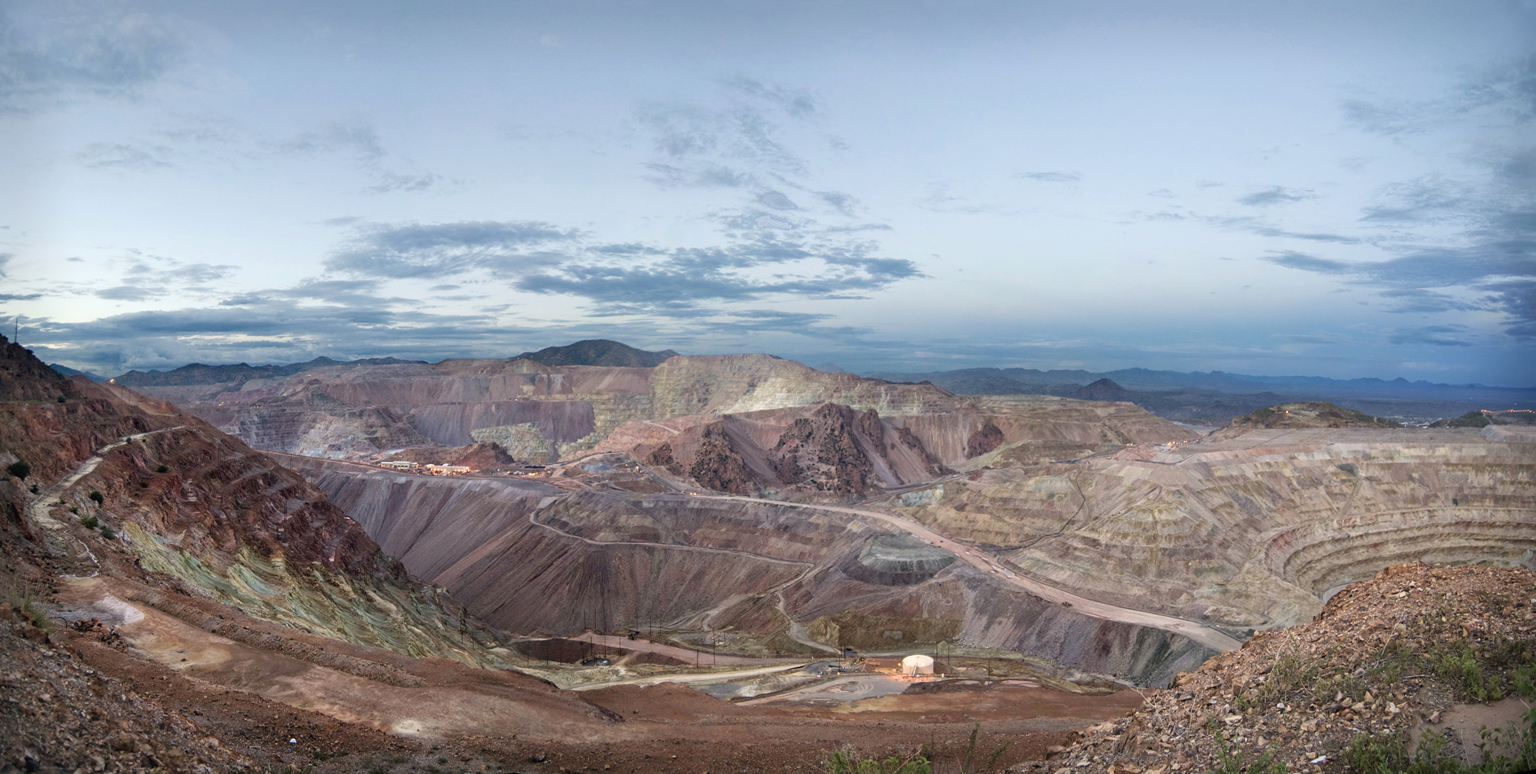
L'un des puits actifs de la mine de Morenci. Les strates horizontales sont les fronts de taille. Les terrils sont de la roche lessivée.
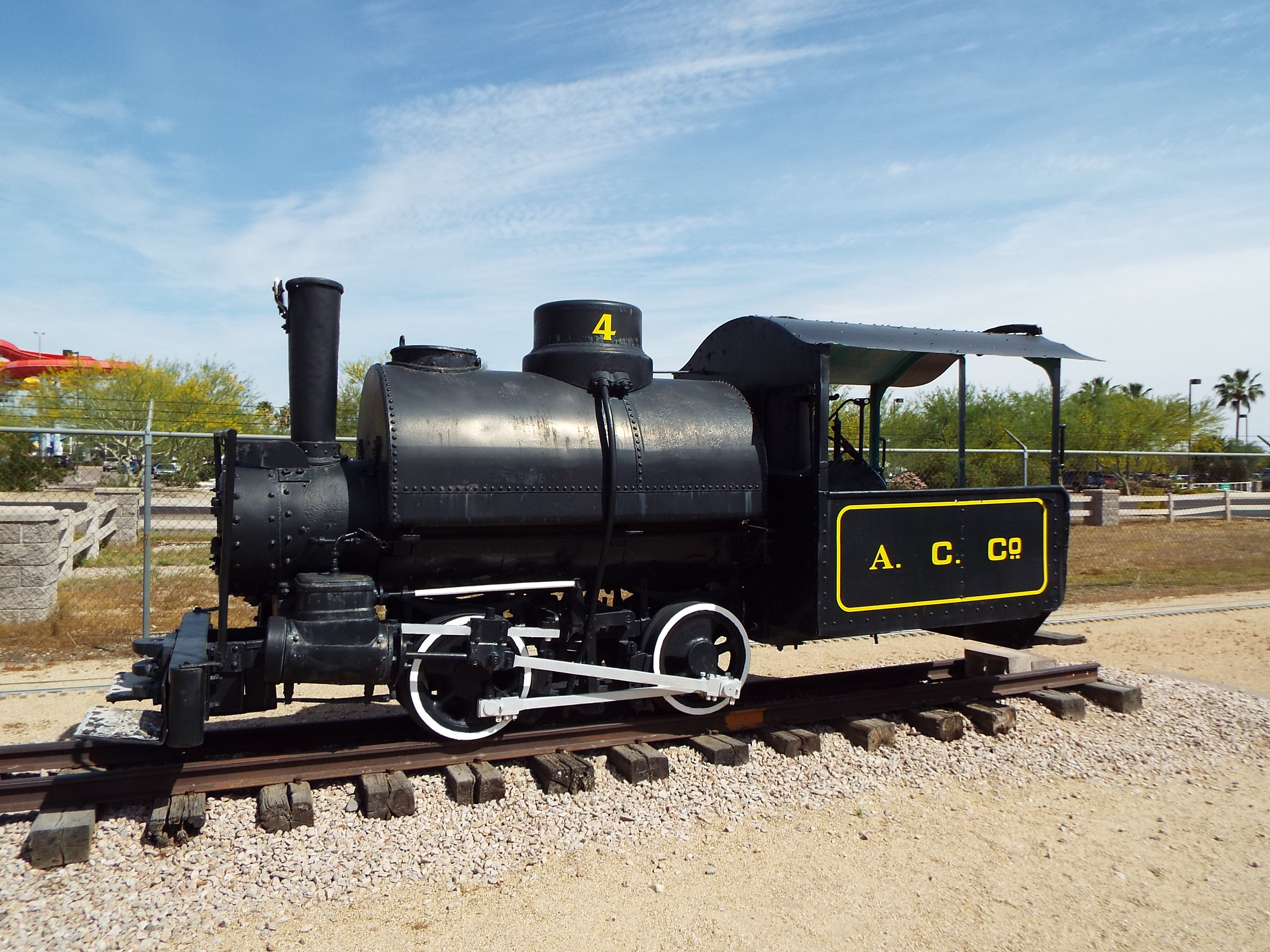
Cette Porter 0-4-0 est une locomotive de gabarit 18" utilisée naguère à Morenci. On peut l'admirer au musée du chemin de fer de Sahuaro Central, à Glendale (Arizona).
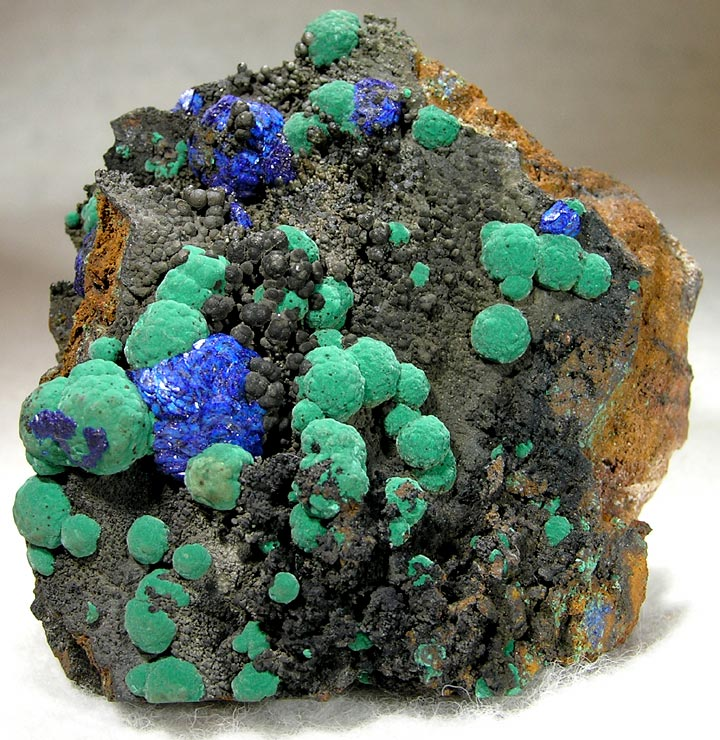
Malachite et azurite ; la mine de Morenci fournit quelques-uns des plus beaux spécimens de collection.
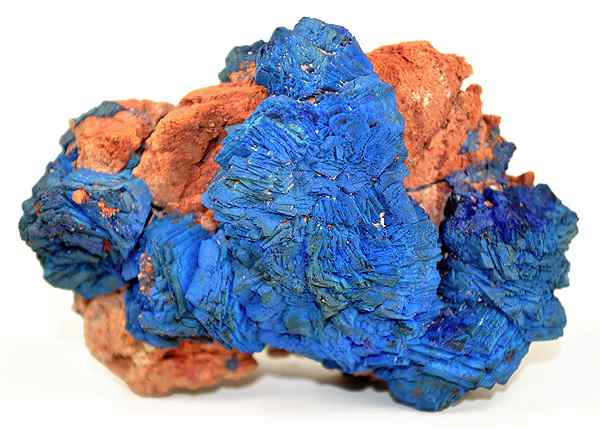
Azurite extraite à Morenci

## Personnalités
- Ettore DeGrazia (en), peintre impressionniste de Southwestern
- Les « Marines de Morenci » sont neuf étudiants de Morenci High qui s'enrôlèrent dans les Marines le 4 juillet 1966. Seuls trois d'entre eux revinrent de la guerre du Vietnam[5],[6].

## Voir également
- Phelps Dodge Corporation, ancien propriétaire de la mine, rachetée par Freeport-McMoRan en 2007
- W.C. Conger, History of Mining in Arizona, vol. 1, 1987, « History of the Clifton-Morenci District »